# Il triangolo delle Bermuda - Mare del Nord
Il triangolo delle Bermuda - Mare del Nord è un film televisivo del 2011, diretto da Nick Lyon.

## Trama
Nel Mare del Nord hanno luogo alcuni fenomeni inspiegabili: le navi scompaiono misteriosamente, dal cielo cadono gabbiani morti... Il pilota Tom Jaeger si mette ad indagare aiutato da Marie.
I fenomeni, in atto da tempo, sembrano attribuibili a condizioni naturali della zona, tuttavia stanno intensificandosi. Le indagini conducono a delle operazioni industriali di stoccaggio della CO2. .......
Il grave rischio che corre un'isola della zona, viene denunciato con dati scientifici e comunicato agli abitanti della stessa, invitandoli ad abbandonarla rapidamente. Ma quasi nessuno crede alla fondatezza dell'allarme. La maggioranza si sente rassicurata dall'assertività dell'anziano sindaco, la cui nipote, che ha contribuito a scoprire le drammatiche falle di quel piano industriale, cerca inutilmente di far ragionare.
Parimenti il comandante e l'equipaggio della nave sulla quale sono in corso i festeggiamenti per l'avvio dello stoccaggio di CO2, non credono agli allarmi di Tom Jaeger, il quale li invita, via radio, a cambiare subito rotta. Il comandante, pur professionalmente molto preparato, limita la sua visione a possibili rischi meteo e dice ai suoi di non capire il perché di tanta agitazione con un mare così calmo.....